# Christian Sautter

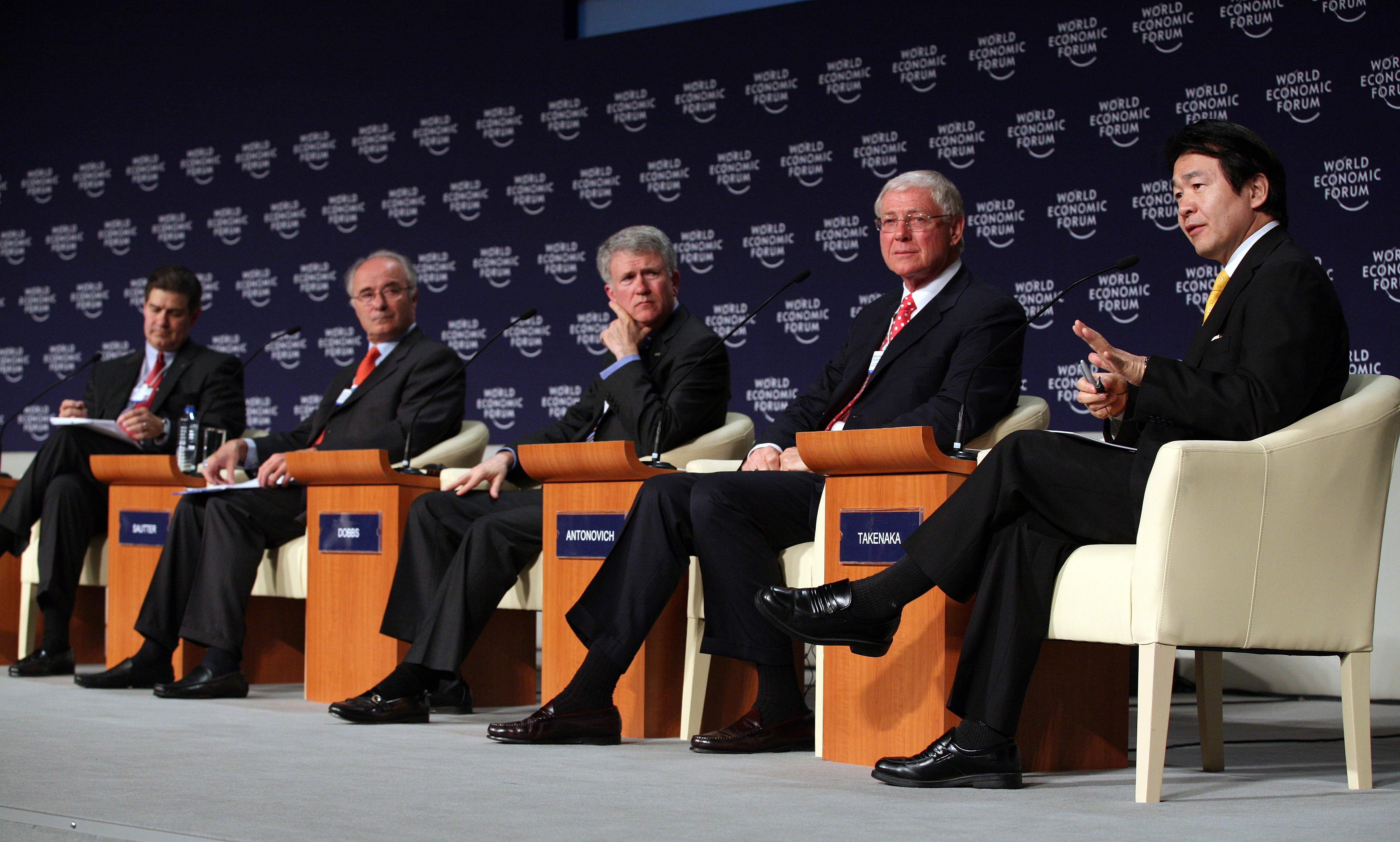
Christian Sautter (2. v. l.) auf einer Podiumsdiskussion des Weltwirtschaftsforums (2008)

Christian Sautter (* 9. April 1940 in Autun, Département Saône-et-Loire) ist ein ehemaliger französischer Verwaltungsbeamter und Politiker der Parti socialiste (PS), der unter anderem zwischen 1991 und 1993 Präfekt des Département Paris, von 1997 bis 1999 Staatssekretär für den Haushalt im Ministerium für Wirtschaft, Finanzen und Industrie sowie zwischen 1999 und 2000 Minister für Wirtschaft und Finanzen sowie Industrieminister war. Darüber hinaus fungierte er von 2001 bis 2014 als Vize-Bürgermeister von Paris.

## Leben

### Studien und Verwaltungsbeamter
Sautter begann nach dem Besuch des Lycée Pasteur in Neuilly-sur-Seine ein Studium an der renommierten École polytechnique, die er als Absolvent der Promotion X/1960 abschloss. Danach absolvierte er weitere Studien an der Institut d’études politiques de Paris sowie an der École Nationale de la Statistique et de l’Administration Économique. Nach deren Abschluss wurde er 1965 Mitarbeiter am Nationalen Institut für Statistik und Wirtschaftsstudien INSEE (Institut national de la statistique et des études économiques) und trat während dieser Zeit 1974 der Parti socialiste (PS) als Mitglied bei.
Sautter war zwischen 1980 und 1981 Direktor des Zentrums für internationale Wirtschaftsstudien CEPII (Centre d’Études prospectives et d’informations internationales). Nach der Wahl von François Mitterrand zum Staatspräsidenten wurde er 1981 Technischer Berater für Wirtschaftsangelegenheiten im Generalsekretariat des Élysée-Palast und war danach zwischen 1982 und 1985 erstmals stellvertretender Generalsekretär des Élysée-Palastes und damit als Vertreter von Jean-Louis Bianco einer der engsten Berater von Präsident Mitterrand.
Nach einer Tätigkeit als Generalinspekteur der Finanzen (Inspecteur général des finances) kehrte Sautter 1988 in den Élysée-Palast zurück und war dort bis 1990 abermals als Vertreter von Jean-Louis Bianco stellvertretender Generalsekretär des Präsidialamtes. Im Anschluss war er zwischen 1991 und 1993 Präfekt des Département Paris.

### Staatssekretär, Minister und Vize-Bürgermeister von Paris
Am 4. Juni 1997 wurde Sautter im Kabinett Jospin Staatssekretär für den Haushalt im Ministerium für Wirtschaft, Finanzen und Industrie (Secrétaire d’État auprès du ministre de l’économie, des finances et de l’industrie, chargé du Budget) und bekleidete diesen Posten bis zum 2. November 1999. Danach wurde er am 2. November 1999 als Nachfolger von Dominique Strauss-Kahn selbst Minister für Wirtschaft und Finanzen sowie Industrieminister (Ministre de l’économie, des finances et de l’industrie) im Kabinett Jospin. Er bekleidete diese Ministerposten bis zum 28. März 2000 und wurde dann durch Laurent Fabius abgelöst.
Er wurde daraufhin am 25. März 2001 Vize-Bürgermeister und verblieb in dieser Funktion bis zum 5. April 2014. Als solcher war er als Vertreter des Pariser Bürgermeisters Bertrand Delanoë zunächst Beigeordneter für Finanzen, wirtschaftliche Entwicklung und Beschäftigung sowie anschließend von 2008 bis 2014 Beigeordneter für Beschäftigung, wirtschaftliche Entwicklung und internationale Attraktivierung.
2014 wurde ihm der mehrfarbige Orden der Aufgehenden Sonne am Band verliehen.

## Veröffentlichungen
- Japon: le prix de la puissance, Seoul, 1973
- L’État et l'individu au Japon, Éditions de l’École des Hautes Études en Sciences Sociales (Éditions de l’EHESS), 1990
- La France au miroir du Japon: Croissance ou déclin, Odile Jacob, 1996